# Urolophus expansus
Urolophus expansus là một loài cá đuối trong họ Urolophidae, được tìm thấy ở ngoài khơi tây nam Úc. Nó thường hiện diện ở trên cát trong nước sâu 200–300 m (660–980 ft) xung quanh các cạnh của thềm lục địa. Loài này có một ngực vây đĩa hình thoi, mõm hơi nhọn. Nó có màu xám xanh ở trên, với các đường xanh mờ nhạt bên cạnh và phía sau mắt. Chiều dài tối đa được ghi nhận là 52 mm.
Chế độ ăn uống gồm gồm chủ yếu là isopoda và giun nhiều tơ sâu..
Nó là loài đặc hữu tây nam Australia, có mặt từ Perth, Western Australia đến Port Lincoln, South Australia.